# Santo Augusto
Santo Augusto est une ville de l'État du Rio Grande do Sul au Brésil.